# Heinkel HD 43
Хейнкель HD 43 (нем. Heinkel Doppeldecker 43) — немецкий истребитель.
Heinkel HD 43 был создан на базе Heinkel HD 37 по заказу ВВС СССР. В HD 43 был использован новый профиль крыла, изменены соотношения площадей верхнего и нижнего крыльев, доработано шасси и хвостовое оперение. Самолёт был оборудован двигателем BMW VI 7,3Z мощностью 750 л. с.

## Лётно-технические характеристики
| Модификация                 | HD 43                |
| Размах крыла, м             | 10,00                |
| Длина, м                    | 7,10                 |
| Высота, м                   | 3,30                 |
| Площадь крыла, м²           | 26,56                |
| Масса, кг                   |                      |
| пустого самолета            | 1280                 |
| нормальная взлётная         | 1700                 |
| Тип двигателя               | 1 ПД BMW VI 7,3Z     |
| Мощность, л. с.             | 1 х 750              |
| Максимальная скорость, км/ч | 322                  |
| Крейсерская скорость, км/ч  | 290                  |
| Практическая дальность, км  |                      |
| Скороподъемность, м/мин     | 612                  |
| Практический потолок, м     | 8400                 |
| Экипаж, чел                 | 1                    |
| Вооружение:                 | два 7.62-мм пулемёта |